# Elz (gmina)
Elz – miejscowość i gmina w Niemczech, w kraju związkowym Hesja, w rejencji Gießen, w powiecie Limburg-Weilburg.

## Współpraca
Miejscowość partnerska:
- Waldmünchen, Bawaria